# كلارك دوك
كلارك دوك (بالإنجليزية: Clark Duke)‏ مواليد 5 مايو 1985 في أركنساس، الولايات المتحدة، هو ممثل أمريكي بدأ مسيرته الفنية عام 1992.

## الأعمال
- سيء جدا
- كيك-آس
- ألف كلمة
- كيك-آس 2
- آل كروودز
- المكتب (مسلسل أمريكي)

## وصلات خارجية
- كلارك دوك على موقع IMDb (الإنجليزية)
- كلارك دوك على موقع روتن توميتوز (الإنجليزية)
- كلارك دوك على موقع ألو سيني (الفرنسية)
- كلارك دوك على موقع تيرنر كلاسيك موفيز (الإنجليزية)
- كلارك دوك على موقع أول موفي (الإنجليزية)
- كلارك دوك على موقع بوكس أوفيس موجو (الإنجليزية)
- كلارك دوك على موقع قاعدة بيانات الأفلام السويدية (السويدية)
- كلارك دوك على موقع قاعدة بيانات الفيلم (الإنجليزية)
- كلارك دوك على موقع كينوبويسك (الروسية)